# Смена (Московская область)
Смена — деревня в Сергиево-Посадском районе Московской области России в составе муниципального образования городское поселение Сергиев Посад. До 29 ноября 2006 года входила в состав Березняковского сельского округа.
Расположена примерно в 3,5 км (по шоссе) на восток от Сергиева Посада, на безымянном левом притоке реки Кончуры (приток реки Торгоши), высота центра деревни — 197 м над уровнем моря.
Деревня построена вокруг пустыни Святого Духа Утешителя (Параклита), основанной в 1858 году в лесу, на расстоянии 2,5 км от ближайших селений.
На 2025 год в деревне зарегистрировано 3 садоводческих товарищества. Сама деревня не связана автобусным оснащением ни с одним населённым пунктом.

## Известные уроженцы
- Васильев, Николай Николаевич (1929—1985) — советский химик и биофизик, член-корреспондент АН СССР (1984).

## Население
| 2002 | 2006 | 2010 |
| ---- | ---- | ---- |
| 10   | ↘9   | ↘4   |